# Il cuore altrove
Il cuore altrove è un film del 2003, diretto da Pupi Avati, presentato in concorso al 56º Festival di Cannes.
Questo film è riconosciuto come d'interesse culturale nazionale dalla Direzione generale Cinema e audiovisivo del Ministero per i beni e le attività culturali e per il turismo italiano, in base alla delibera ministeriale del 3 aprile 2002.

## Trama
Anni venti: Nello è un professore di latino, appassionato dei suoi studi umanistici, assecondato dai suoi genitori che gestiscono la sartoria della Santa Sede a Roma, insieme allo zio omosessuale, e per questo gli procurano un posto da insegnante in un liceo di Bologna.
Divide la stanza con Nino, un barbiere napoletano. Questi, per presentargli una ragazza non vedente, sorella della sua fidanzata, lo porta in una casa di riabilitazione per pazienti affetti da cecità. Lì Nello incontra Angela, una bella ragazza di buona famiglia, e se ne innamora. La ragazza, sulle prime, accetta la compagnia di Nello, che la porta in giro entusiasta e senza badare a spese.
Angela si mostra interessata alla sua materia di studio, ma in realtà ha solo bisogno di qualcuno che la accompagni nel suo agognato ritorno in società dopo che, per curare il suo male, era stata all’estero e aveva perso integralmente i contatti con i suoi amici benestanti. Tra questi non fa che parlare a Nello di una sua passata relazione con un certo Orazio, fino a “usarlo” solo per fare ingelosire l’ex, simulando persino un appuntamento galante in una camera da letto dove era solita frequentare diversi uomini, presso un ristorante dove è cliente abituale. La messinscena vede l’improvviso arrivo del padre di lei, che già lo aveva messo in guardia da sua figlia, a causa della sua palese disinvoltura negli affetti. A Nello non rimane che dichiarare le sue intenzioni al padre, che nuovamente cerca di dissuaderlo, e nel contempo scrivere ad Angela. A sorpresa, Angela risponde a Nello invitandolo a casa sua, e i due trascorrono una notte d’amore, che per Nello corrisponde alla sua prima volta. Il giorno dopo Angela, che doveva partire per Milano, vi rinuncia. Per Nello è la prova di essere ricambiato, e convoca i genitori a Bologna, i quali accolgono la ragazza freddamente, e pur rispettando la volontà del figlio, gli manifestano la loro palese ritrosia all’ipotesi di una ragazza non vedente come nuora.
Dopo poco tempo, Angela torna con urgenza a Zurigo, in quanto ha intravisto un barlume di luce, e dunque si fanno largo le speranze per una guarigione miracolosa. Nello, in attesa di notizie, teme che nel vederlo possa non essere più innamorata di lui, e arriva in cuor suo anche a non augurarle la guarigione, chiedendo una grazia al contrario a Santa Lucia, protettrice degli occhi. Accade invece molto peggio, poiché scopre, leggendo un giornale, del suo sollecito matrimonio con lo stesso dottore che le ha ridato la vista. Nello decide di lasciare Bologna e si rassegna a lavorare presso il padre e seguire la tradizione di famiglia.
Un giorno, Nello con il padre e lo zio sono in Vaticano per una consegna. Su richiesta di un maggiordomo, entra in una stanza dove a una signora occorre un rammendo per un abito. Nello ritrova Angela, che è convocata in udienza papale col marito. Nello non proferisce parola per non farsi riconoscere, ma le sue mani tremano come quella prima notte, mentre la spogliava in camera da letto. Terminato il lavoro, mentre lei si avvia all’udienza, trova il coraggio per pronunciare le parole a lui tanto care di Ovidio: “Candida me capiet, capiet me flava puella”.

## Riconoscimenti
- 2003 - David di Donatello
  - Miglior regia a Pupi Avati
  - Candidatura Migliore attore protagonista a Neri Marcorè
  - Candidatura Migliore attore non protagonista a Giancarlo Giannini
  - Candidatura Miglior colonna sonora a Riz Ortolani
  - Candidatura Migliore scenografia a Simona Migliotti
  - Candidatura Migliori costumi a Mario Carlini Francesco Crivellini
  - Candidatura Migliore montaggio a Amedeo Salfa
- 2003 - Nastro d'argento
  - Migliore attore protagonista a Neri Marcorè
  - Candidatura Regista del miglior film a Pupi Avati
  - Candidatura Miglior soggetto a Pupi Avati
- 2003 - Festival di Cannes
  - Candidatura Palma d'oro a  Pupi Avati